# Peng Chun Chang
Peng Chun Chang dikwijls voorgesteld als P. C. Chang (Tianjin, 1893 - Nutley, 1957) was een Chinees diplomaat en een van de belangrijkste opstellers van de Universele Verklaring van de Rechten van de Mens.

## Biografie
Chang was de jongere broer van Po-ling Chang, de stichter van de Nankai Universiteit. Hij behaalde in 1913 een Ba aan de Clark University te Worcester (Massachusetts) en een PhD aan de Columbia-universiteit. Terug in China doceerde hij filosofie aan de Nankai universiteit.
Tijdens de invasie van China door Japan was hij actief in het verzet. In 1942 werd hij fulltime diplomaat en bezette de post in Turkije. Na de oorlog was hij Chinese afgevaardigde in de conferentie voor de Universele Verklaring van de Rechten van de Mens. Hij was ondervoorzitter van de redactieraad en had een grote invloed bij het opstellen. Hij bleef tot aan zijn pensioen in 1952 werken bij de Verenigde Naties. 